# Per Fly
Per Fly (født 14. januar 1960 i Skive) er en dansk filminstruktør og manuskriptforfatter. Han blev optaget på Den Danske Filmskoles instruktørlinie i 1989 sammen med Ole Christian Madsen og Thomas Vinterberg og afsluttede sin uddannelse i 1993. I 1995 lavede han den prisbelønnede kortfilm - kalder Katrine!, og han har instrueret flere afsnit af tv-serien TAXA (1997-1999). 
Hans debutfilm, Bænken (2000), er første del i hans danmarkstrilogi, som beskriver de forskellige samfundslag. Den blev både rost af anmelderne og publikum. Han vandt en Robert og en Bodil for bedste film og en Robert som bedste instruktør. Anden del, Arven (2003), om overklassen var også en succes. Filmen modtog seks Robertstatuetter bl.a. for bedste film og bedste instruktør. Tredje del, Drabet (2005), om middelklassen afslutter hans trilogi. Filmen modtog i 2005 Nordisk Råds Filmpris. Både i Bænken og Drabet spiller Jesper Christensen hovedrollen, og han har en birolle i Arven. I 2010 udsendte Per Fly det erotiske filmdrama Kvinden der drømte om en mand. Fly har med sine film genoplivet socialrealismen, der havde sin storhedstid i dansk film 1970'erne. 

## Privat
Han er gift med skuespilleren Charlotte Fich, og parret har sønnerne Anton Fly Fich og Aksel Fly Fich.

## Filmografi
- - kalder Katrine! (1994) – kortfilm
- Monsterfest (1995) – kortfilm
- Bænken (2000)
- Prop og Berta (2001)
- Arven (2003)
- Drabet (2005)
- Forestillinger (tv-serie, 2007)
- Kvinden der drømte om en mand (2010)
- Monica Z (2013)
- Bedrag (tv-serie, 2016)
- Backstabbing for beginners (2017)
- Borgen (2022)
- Hammarskjöld (2023)